# هونس‌بروک
هونس‌بروک (به هلندی: Hoensbroek) یک منطقهٔ مسکونی در هلند است که در هیرلن واقع شده‌است. هونس‌بروک ۲۵٬۰۰۰ نفر جمعیت دارد.